# Die Eroberung der Zitadelle
Die Eroberung der Zitadelle ist ein 1975 gedrehtes, deutsches Spielfilmdrama über ein deutsches Gastarbeiterschicksal in Italien von Bernhard Wicki.

## Handlung
Der deutsche Schriftsteller Hermann Brucker führte bisher ein geordnetes Leben ohne weit reichende Kontakte zu seiner Um- und Außenwelt. Als er während eines Italienurlaubes einen Unfall verursacht, bei dem seine Mutter ums Leben kommt, beschließt er, unter dem Eindruck des tief sitzenden Schocks, nicht mehr nach Hause, nicht mehr in seine alte Lebenswelt zurückzukehren. Bald ist er ebenso mittel- wie hilflos, und Brucker scheut fortan keine noch so schwierige und armselige (Schwarz-)Arbeit. Er wird dabei erniedrigt, gibt sich aber nicht auf. Zusammen mit zwei Italienern, einem baskischen und einem griechischen Flüchtling baut er für wenig Geld und mit viel Schweiß die Zitadelle, eine hoch in den Küstenfelsen gelegene Villa für einen ebenso reichen wie blasierten Kunden, dem Finanzmakler Faconi. In dieser Zeit kommt es kurzfristig zu kleinen Momenten des Glücks. Hermann knüpft eine zarte Bande zu dessen ebenso schöner wie taubstummer Tochter Alessandra. Doch letztlich ist auch hier sein Scheitern programmiert: die Kluft zwischen Arm und Reich, Herren und Angestellten, erscheint unüberbrückbar. 
Bei dem anstehenden Richtfest des Protzbaus mit anschließender Einweihungsparty kommt es zum klassenübergreifenden Eklat. Die arrogante Oberschicht der Gegend ist mit ihren aufgemotzten Luxusjachten herangerauscht und trampelt in ihrer Abgehobenheit achtlos auf die noch nicht vollendete Arbeit der fünf abgekämpften Schwarzarbeiter. Die Rücksichtslosigkeit der Einen ruft die Rebellion der Anderen hervor. Brucker und seine vier Kumpane übergießen die versnobte Millionärsgesellschaft schließlich eimerweise mit Farbe und Teer und treiben sie zurück auf ihre vor der Küste schwimmenden Statussymbole. Die Rückeroberung der Zitadelle ist abgeschlossen, doch der kleine Sieg nur von kurzer Dauer. Bald rückt die Upper Class in Begleitung der Polizei erneut an. Die Staatsmacht jagt mit großer Härte das Lumpenproletariat: einer von ihnen wird erschossen, Brucker selbst zusammengeschlagen und abgeführt. Auf dem Weg ins örtliche Gefängnis reift in ihm endlich die Erkenntnis, dass sich sein Bewusstsein jetzt wirklich verändert habe.

## Produktionsnotizen
Der Film entstand, mit Unterbrechungen, zwischen dem 24. April und dem 15. August 1975 auf Elba und Umgebung. Die Eroberung der Zitadelle wurde am 30. Juni 1977 im Rahmen der Internationalen Filmfestspiele Berlin uraufgeführt. Der Kinomassenstart erfolgte eine Woche darauf, am 7. Juli 1977. Im Juli 1979 wurde Die Eroberung der Zitadelle erstmals im bundesdeutschen Fernsehen ausgestrahlt.
Die Bauten stammen von Bernd Müller und Jörg Neumann, die Kostüme entwarf Stasi Kurz.
Um den Film realisieren zu können, musste sich Wicki, der hier in Personalunion als Regisseur, Drehbuchautor und Produzent auftrat, persönlich verschulden, als sich die Dreharbeiten in Italien wegen anhaltend schlechten Wetters massiv verzögerten. Die Eroberung der Zitadelle wurde bei der Berlinale kontrovers aufgenommen und bei der Kinoauswertung überdies ein finanzieller Misserfolg.
Wicki war für den Goldenen Bären nominiert, der Film erhielt als beste Produktion 1977 das Filmband in Silber.

## Kritiken
„Diesen Film hat eine deutsche Liebe angerichtet, die Sehnsucht nach dem Süden, die Italienliebe. Und wo die hinfällt, man weiß das durch die Betonwüsten touristischer Leidenschaft, wächst bald kein Gras mehr. Jedenfalls hat Bernhard Wicki bei seiner Verfilmung von Günter Herburgers Erzählung "Die Zitadelle" sein Thema mit Zuneigung erdrückt. Die Kamera sieht nichts, weil ihr ständig die Tränen der Sentimentalität in den Augen stehen: "O bella Italia". Und die Handlung, die sich mit den Unterdrückten und Ausgebeuteten gemein machen möchte, vermittelt nichts, weil sie sich aufführt wie ein Generaldirektor, den es bierselig in eine Stehkneipe verschlagen hat: Es entsteht falsche Verbrüderung statt Einsicht. Es mag sein, daß das Unglück schon mit der Wahl des Stoffes seinen Anfang genommen hat. Günter Herburgers Erzählung lebt eher von ihren beispielhaften Ambitionen als von realistischen Beobachtungen. Der Film müßte da, Bild für Bild, Farbe bekennen. Leider sondert er statt dessen Empfindungen ab, wenn auch sehr edle und ehrenwerte. (…) Wickis "Eroberung der Zitadelle", die furios mit dem Autounfall, der Beerdigung der Mutter und dem unvermittelten Sichwiederfinden des Schriftstellers im Italien der kleinen Leute beginnt, wollte gezielt eine deutsche Bewußtseinsspaltung durch paradoxe Umkehrung vorführen: die Spaltung Italiens in Gastarbeiter und sonnigen Süden. Doch die gute Absicht, am Beispiel des im Süden gastarbeitenden Deutschen vorgeführt, gerät zu einer seltsam unbeweglichen und wenig bewegenden Mischung aus oberflächigem Neo-Verismo (Schweiß des Malochens im Land, wo die Zitronen blühn) und folkloristischer Rührseligkeit. Die Italiener sind laut, aber herzlich, die wissen noch, trotz aller Povertà, wie man lebt. Und so tanzen zwei alte Tanten in ihrer pittoresken Kneipe nicht nur Tango, sondern vollführen ohne nordische Komplexe einen sexuellen Ritt auf zweien der Gastarbeiter. Kurzum: Es geht so sinnlich zu wie im Klischee-Katalog der Touristenwünsche. Der Film umarmt die Italiener mit der gleichen Herzlichkeit, mit der Damen in italienischen Restaurants den Kellner "Mario" rufen.“

„Bernhard Wickis Verfilmung der Novelle von Günter Herburger nähert sich der gesellschaftskritischen Thematik mit Hilfe hochemotionaler Erzähltechniken und schildert den Lernprozeß eines deutschen Intellektuellen als rauschhaften Bewußtseinswandel – wobei die sonnendurchglühte Landschaft des Südens, in vitalistischen Bildern beschworen, als Katalysator einer Revolution der Sinnlichkeit fungiert.“

„Ein Versuch, soziale Mißstände und Ausbeutungsmechanismen des kapitalistischen Systems an einem individuellen Schicksal darzustellen.“